# Petite Amance
Die Petite Amance ist ein Fluss in Frankreich, der im  Département Haute-Marne in der Region Grand Est verläuft. Ihr Quellbach entspringt unter dem Namen Ruisseau de Malvau im Ortsgebiet von Saulxures. Unterhalb von Vicq nimmt sie ihren definitiven Namen an, entwässert generell Richtung Südsüdost und mündet nach insgesamt rund 19 Kilometern im Gemeindegebiet von Bize als linker Nebenfluss in die Amance.

## Orte am Fluss
(Reihenfolge in Fließrichtung)
- Saulxures
- Vicq
- Varennes-sur-Amance
- Chézeaux
- Champigny-sous-Varennes
- Bize